# Mathias Bayrhamer

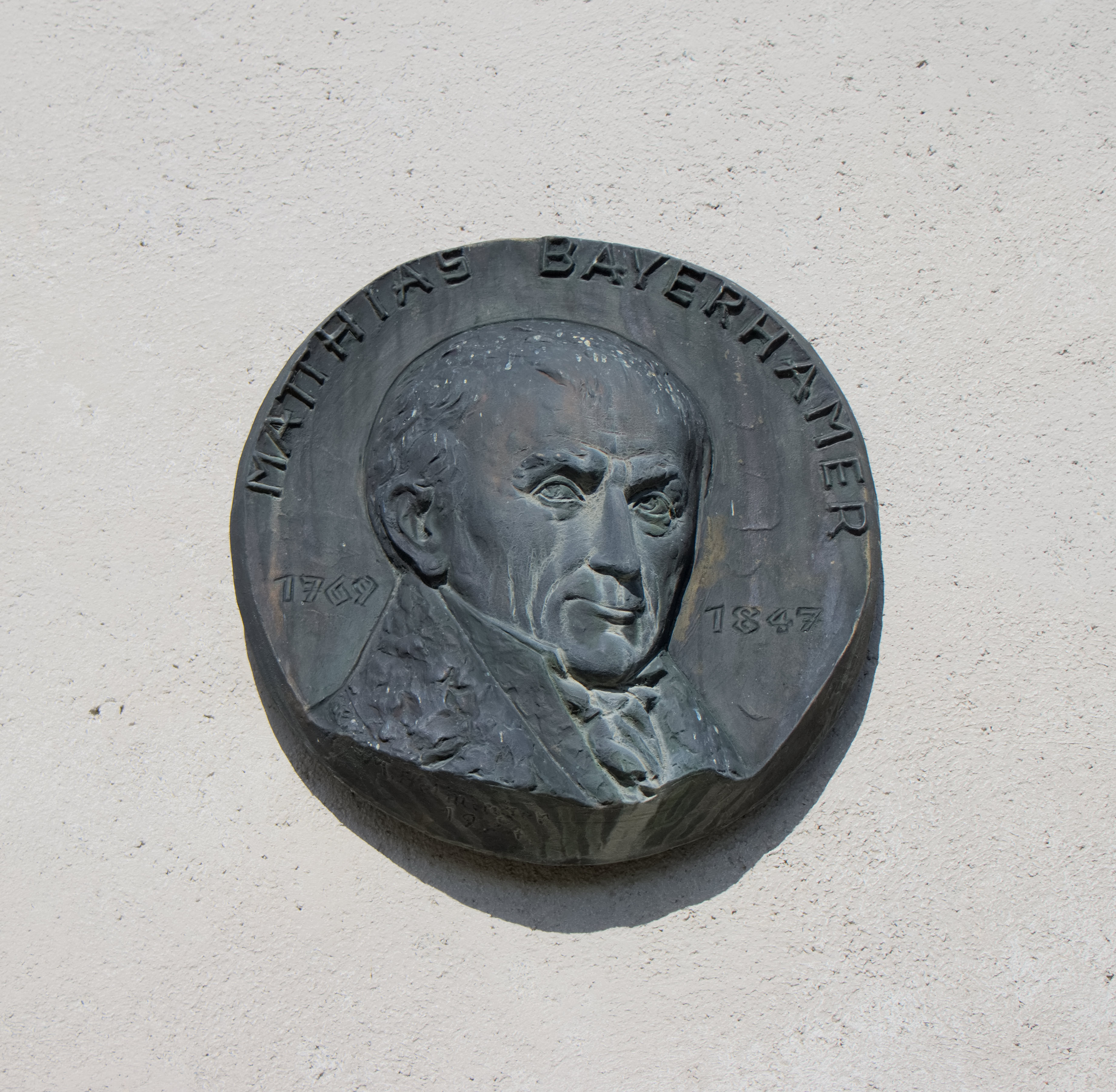
Relief von M. Bayrhamer auf Schloss Seeburg in Seekirchen

Mathias Bayrhamer (* 5. Februar 1769 in Seekirchen am Wallersee; † 11. Oktober 1845 in Salzburg) war ein Salzburger Bauernsohn, Handelsmann und Bankier, der als Stifter und Wohltäter in Erinnerung geblieben ist.

## Leben
Bayrhamer stammte aus einfachen Verhältnissen; er war der zweitgeborene Sohn der Maria und des Andreas Bayrhamer, Bauer auf dem Jackl-Bauern-Gut zu Fischtaging. Als Zweitgeborener hatte er kein Anrecht auf den Bauernhof, sondern musste hinter seinem Bruder Thomas zurückstehen, der 1790 den elterlichen Hof übernahm. Als Zehnjähriger begann Mathias eine Kellnerlehre in der Bierbrauerei Seekirchen. Mit 14 Jahren bekam er eine Anstellung als Piccolo und später als Hausknecht in dem „Gasthaus Hofwirt“ in Salzburg; nach einigen Jahren wechselte er zum „Moserbräu“ (Rudolfskai 12) und um ca. 1800 zum „Gasthaus zur Rose“ auf Linzer Gasse 22.
Bereits zu Wohlstand gekommen, erwarb er 1805 ein Haus in der Linzer Gasse heute Nr. 28, das er bis zu seinem Tode bewohnte. Am 9. Juni 1806 heiratete er die „Emerenz des Johannes Pfansagler Fuhrmann von der Haupthandlung und der Maria Karlinn eheliche Tochter“. Die Ehe blieb kinderlos, Emerenz verstarb 1824.

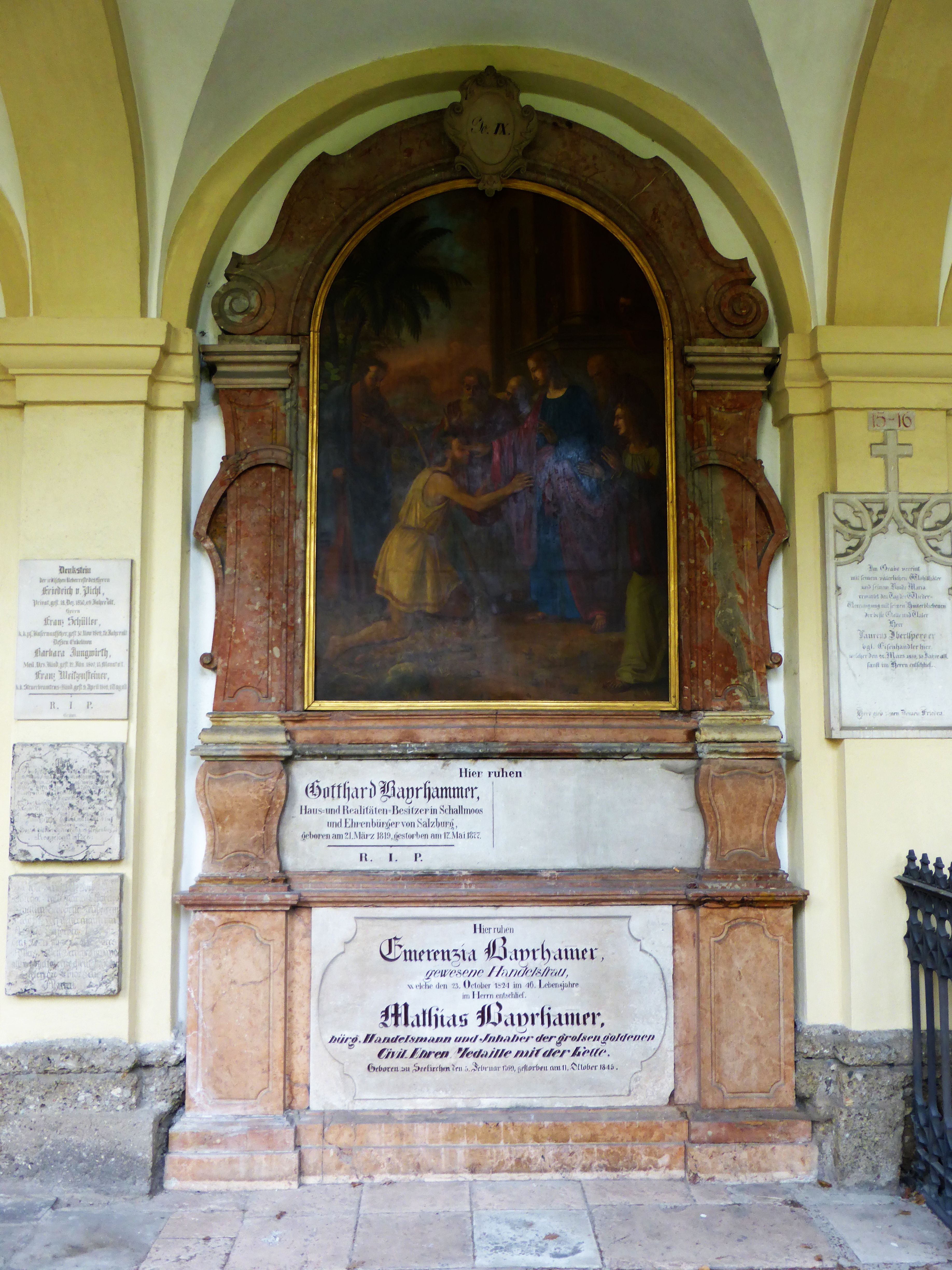
Grabstätte der Familie Bayrhamer auf dem Sebastiansfriedhof

## Wirtschaftlicher Aufstieg
Bereits in jungen Jahren gelang es Bayrhamer durch kaufmännisches Geschick ein beträchtliches Vermögen zu erwerben. Grundlage war der Weinhandel, den er im Auftrag seines Dienstherren auf eigene Rechnung betrieb. Dabei konnte er von den unterschiedlichen Währungsverhältnissen im habsburgischen Österreich und dem Fürsterzbistum Salzburg profitieren: In Österreich waren seit 1762 sogenannte „Bancozettel“ der Wiener Stadtbank als Papiergeld ausgegeben worden. Durch die napoleonischen Kriege stieg der Finanzbedarf in der Habsburger Monarchie gewaltig an: 1796 waren Bancozettel im Wert von 44 Millionen Gulden im Umlauf, 1810 waren es bereits 1 Milliarde Gulden, was eine zunehmende Inflation und weitere Geldprobleme bewirkte. 1797 wurde die Einlösung von Papier- in Metallgeld eingestellt und 1800 wurde der Annahmezwang des Papiergeldes auch für den privaten Geldverkehr dekretiert. Im Fürsterzbistum galten die Bancozettel hingegen nicht als legitimes Zahlungsmittel. Bayrhamer kaufte nun mit Bancozetteln Wein in Österreich und verkaufte diesen gegen Münzgeld in Salzburg. Damit hatte er nicht nur einen Gewinn aus dem Weinan- und -verkauf, sondern auch aufgrund des besseren Kurses des Münzgeldes. Das Münzgeld wechselte er dann wieder in Bancozettel, mit denen er die österreichischen Kaufleute bezahlte.
Bayrhamer blieb weiterhin Hausknecht in der „Rose“. Allerdings mietete er in dem Gasthaus zwei Zimmer und stellte für sein lukratives Geschäft selbst Dienstboten an. 1803 gab er sein Vermögen im Rahmen eines Gerichtsverfahrens – ihm war auf der Salzburger Dult die horrende Summe vom 8 000 fl (dies entspricht ungefähr dem Wert von zwei Wohnhäusern) gestohlen worden – mit 13 000 fl an. Offensichtlich war das Geld aber redlich erworben worden. Einzig wurde Bayrhamer des „Abwiegens von Münzen“ beschuldigt, d. h., er wog, wie andere Geldwechsler auch, jede einzelne Münze und die schlechtesten, die nicht an eine andere Münzstätten verkauft werden konnten, brachte er im Salzburger Lande in den Verkehr; dadurch konnte er sich weitere Gewinne sichern. Bayrhamer legte zudem sein Geld klug an, gegen Ende des 18. Jahrhunderts hat er bereits über 73 000 fl in Landschaftsobligationen verfügt, die zu 3 bis 4 % verzinst waren.
Durch die politischen Entwicklungen konnte Bayrhamer seine Position wesentlich verbessern. Das Kurfürstentum Salzburg war 1800 von Napoleon überfallen und anschließend besetzt worden. 1803 wurde das nunmehrige Herzogtum Salzburg (unter dem Einschluss von Berchtesgaden, Eichstätt und Teilen des Bistums Passau) dem Großherzog Franz Ferdinand von Toskana übergeben; unter diesem wurde in Salzburg zur Belebung der Wirtschaft die Gewerbefreiheit eingeführt. Wegen dieser Erneuerung konnte Bayrhamer am 19. August 1804 eine Spezereyhandelskonzession erwerben und nun mit einer Vielzahl von Waren Handel betreiben. Sein Schwerpunkt blieb aber der Weinhandel und mit dem Wein konnte er die Dorfwirtshäuser des Flachgaus beliefern. Trotz dieses Aufstiegs blieb er von der alteingesessenen Gesellschaft der Salzburger Handelsherren ausgeschlossen. 1811 erwarb er den Steinhauserhof (später Bayrhamerhof) in Schallmoos, den er von Personal bewirtschaften ließ, auch ein beliebtes Zeichen der Oberschicht, ihre soziale Bedeutung zu demonstrieren. Immerhin erhielt Bayrhamer 1812 das Bürgerrecht der Stadt Salzburg.
Ab etwa 1825 begann Bayrhamer als Kreditgeber und Bankier aufzutreten. Als Klientel dienten vorwiegend Bauern aus dem Flach- und Tennengau, denen er zu den damals üblichen 4 bis 5 % Geld lieh (daher auch sein Beiname Geldhiasl). Bei seinem Tod wurden ihm 166 Grundholden zugerechnet; ob er seine Gewinne nun in Realitäten angelegt hat oder Besitzungen von zahlungsunfähigen Bauern von ihm übernommen worden sind, ist nicht genau nachzuvollziehen.

## Bayrhamer als Wohltäter
Bayrhamer hat trotz seines großen Vermögens immer sehr einfach und sparsam gelebt, was am 29. Dezember 1827 dazu führte, dass er beim Nachhausekommen von Räubern überfallen wurde, die eine große Barschaft bei ihm vermuteten. Der Überfall ging aber glimpflich aus, da ihm seine Hausleute zu Hilfe kamen und die Räuber, die im Übrigen gefasst und verurteilt wurden, vertrieben.
1844 entschloss sich der nunmehr 75-jährige Bayrhamer, sein Testament zu machen. Dabei stiftete er noch zu Lebzeiten 111 800 fl, um „gebrechlichen und erwerbsunfähigen Gemeindemitgliedern“ auf immerwährende Zeit den Unterhalt zu sichern und die Stadt zu entlasten. Davon bekam das Salzburger Bürgerspital eine Stiftung in der Höhe von 59 000 fl und das St.-Sebastian-Bruderhaus 52 800 fl (jeweils in Form von Privatschuldbriefen). In Anerkennung dieser großzügigen Spenden erhielt Bayrhamer am 15. März 1845 die Große Goldene Zivil-Ehrenmedaille von Kaiser Ferdinand I. verliehen. Die Verleihung fand in Anwesenheit von Fürsterzbischof Friedrich zu Schwarzenberg, des Kreishauptmannes Graf Gustav von Chorinsky und des Salzburger Bürgermeisters Alois Lergetporer vor einer großen Volksmenge statt.
Im Jahr darauf verstarb Bayrhamer; sein Nachlass ist genauestens in seinem Testament geregelt. Für 17 städtische Fürsorgeeinrichtungen (darunter auch das Irrenhaus oder den Gebärhausfonds) insgesamt 106 060 fl, für weitere sieben Institutionen im Lande Salzburg 132 000 fl (darunter 100 000 fl für die Mathias Bayrhamer’sche Armenstiftung in der Pfarre Seekirchen) und für drei oberösterreichische Stiftungen immerhin 3 070fl. Seinem Universalerben Gotthard Bayrhamer wurden für Geheime Aufträge (Zahlungen an Stiftungen, über welche der Universalerbe niemand Rechenschaft geben muss) weitere 175 000 fl zur Verfügung gestellt. Das Testament enthielt zudem großzügige Legate für seine Verwandtschaft, seine zahlreichen Tauf- und Firmkinder, den Grundholden wurde die Herrenfalls-Anlait erlassen, den Kapitalschuldnern durfte auf 20 Jahre nicht gekündigt werden. An die Armen, die an seinem Begräbnis teilnahmen, wurde Geld verteilt, 24 kr für die Anwesenden in St. Sebastian, 12 kr für die Messteilnehmer in Gnigl (es sollen angeblich 6000 Personen bedacht worden sein). Des Weiteren wurden viele Einzelpersonen mit Legaten bedacht und letztlich sogar sein Hausrat durch seine testamentarische Verfügung aufgeteilt.

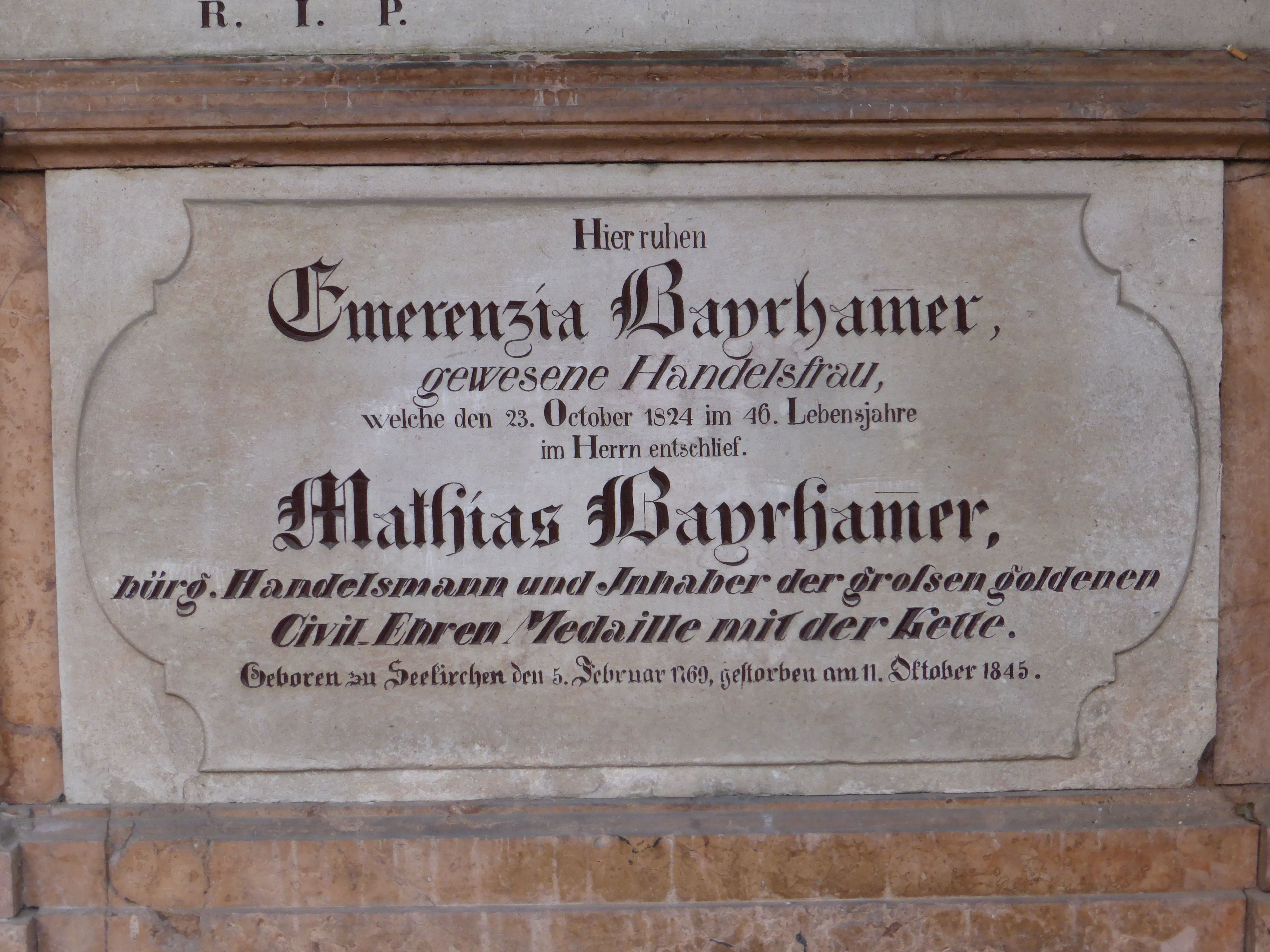
Grabplatte von Mathias Bayrhamer und seiner Frau Emerenzia

Mit den Stiftungen waren auch religiöse Erwartungen verbunden. Durch sie sollten auch nach dem Tod des Stifters und Erblassers die Fürbitten der Lebenden für den Verstorbenen gesichert sein. So sollten u. a. die Pfründner des Bürgerspitals seiner im gemeinsamen Tischgebet gedenken, die von ihm gestifteten Gottesdienste blieben bis zum Ende des Ersten Weltkrieges bestehen. Es entsprach wohl dem im Denken des 19. Jahrhunderts noch erhaltenem mittelalterlichem Verständnis von Almosen, dass auf der einen Seite Hilfe für Bedürftige gewährt werden, diese dann als Gegengeschäft Gebete für die Seele des Stifters abhalten sollten.
Mathias Bayrhamer ist in Salzburg im St. Sebastians Friedhof neben seiner Frau begraben (Gruft Nr. 15).
In Salzburg-Schallmoos (hier allerdings Bayerhamerstraße geschrieben) und in Seekirchen (hier Bayrhammerstraße geschrieben) wurde jeweils eine Straße nach diesem Wohltäter benannt, in Hallein ist der Bayrhamerplatz nach ihm benannt.